# Ticida chamberlini
Ticida chamberlini är en insektsart som beskrevs av Van Duzee 1923. Ticida chamberlini ingår i släktet Ticida och familjen Dictyopharidae. Inga underarter finns listade i Catalogue of Life.